# Partido Liberal Español
Partido Liberal Español fue un partido político español de la derecha liberal creado por Ángel López-Montero en 1976 cómo asociación política con el nombre de Agrupación Liberal Democrática y registrado como partido en 1977. Centraba su programa en el fomento de la iniciativa personal y al derecho a la propiedad personal. Este se disolvió años después por falta de éxito y disputas internas.
- Datos: Q3395733